# جیکاب ریس ماگ

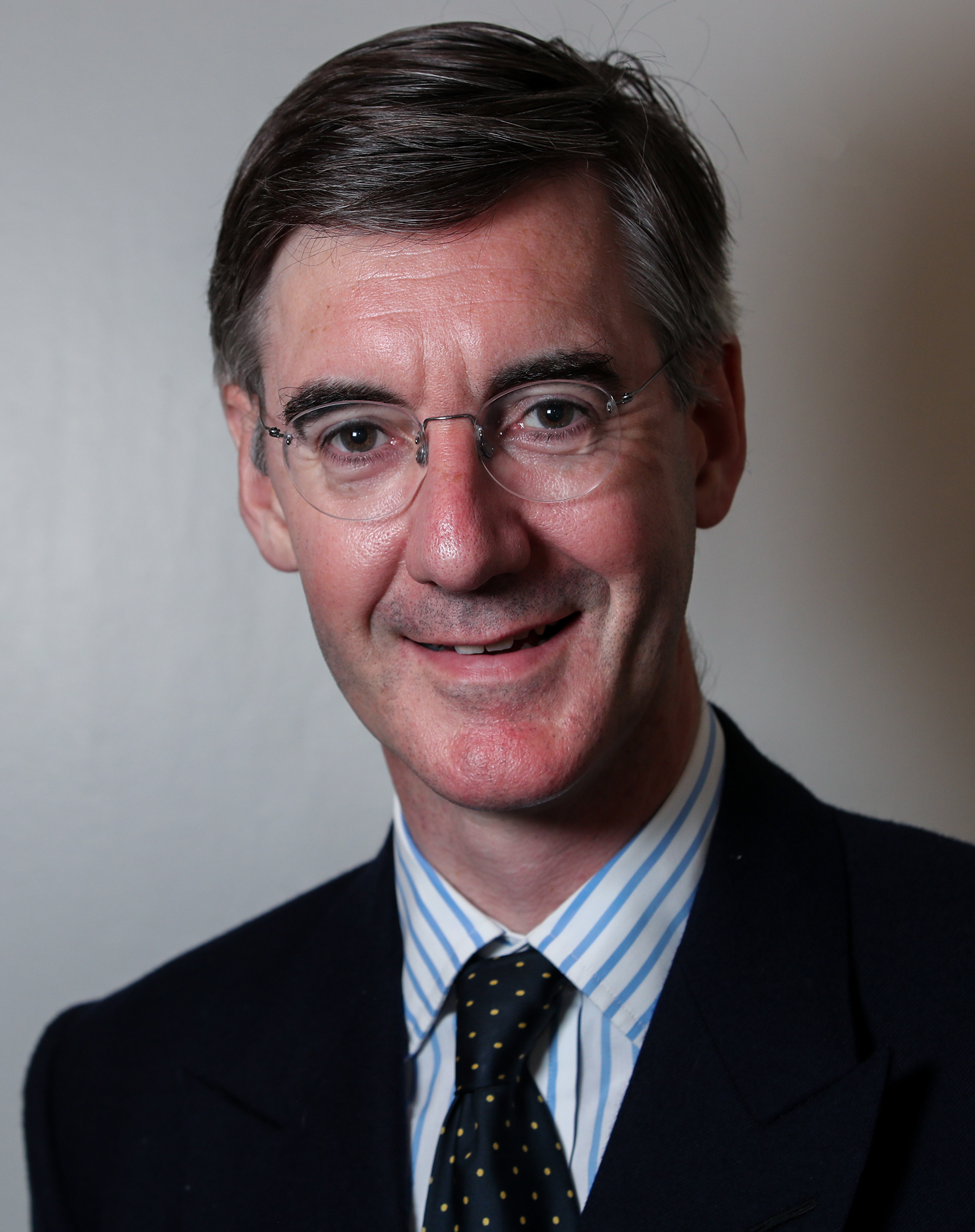
عکس چهره جیکاب ریس-ماگ

جیکاب ریس ماگ (به انگلیسی: Jacob Rees-Mogg) سیاستمدار بریتانیایی است که از ژوئیه ۲۰۱۹ رهبر مجلس عوام و لرد رئیس شورا است. او از سال ۲۰۱۰ نماینده پارلمان از سامرست شمال شرقی بوده و محافظه‌کار اجتماعی توصیف شده‌است.